# Gabat (stato)
Lo Stato di Gabat fu uno stato principesco del subcontinente indiano, avente per capitale la città di Gabat.

## Storia
Gabat era uno stato di VII classe che copriva un'area di circa 26 km2 e si estendeva sul controllo di 8 villaggi. Nel 1901 Gabat aveva una popolazione di 604 individui che fruttavano annualmente 2831 rupie allo stato, pagando 43 rupie di tributo allo Stato di Idar.